# Brian Viloria
Pour les articles homonymes, voir Viloria (homonymie).
Brian Viloria est un boxeur américain né le 24 novembre 1980 à Waipahu, Hawaï.

## Carrière
Vainqueur des Golden Gloves puis champion du monde amateur des mi-mouches en 1999, il devient champion du monde WBO de cette catégorie en battant par KO à la 1re reprise le mexicain Eric Ortiz le 10 septembre 2005.
Battu aux points par Omar Niño Romero le 10 août 2006 à l'occasion de la 2de défense de son titre, il s'empare de la ceinture IBF le 19 avril 2009 en stoppant au 11e round Ulises Solís. Viloria conserve cette ceinture le 29 août 2009 en dominant aux points Jesus Iribe mais perd face au colombien Carlos Tamara le 23 janvier 2010 par arrêt de l'arbitre au 12e round.
Le 16 juillet 2011, Brian Viloria détrône aux points le champion WBO des poids mouches mexicain Julio César Miranda et s'empare ainsi d'une ceinture mondiale dans une seconde catégorie. Il bat ensuite Giovani Segura aux Philippines par arrêt de l'arbitre à la 8e reprise le 11 décembre 2011 puis Omar Nino Romero au 9e round le 12 mai 2012 et Hernan Marquez, champion WBA de la catégorie, au 10e round le 17 novembre 2012. Il est en revanche battu aux points par Juan Francisco Estrada le 6 avril 2013 à Macao. Il dispute et remporte 4 nouveaux combats avant de défier le 17 octobre 2015 le champion WBC des poids mouches, le nicaraguayen Roman Gonzalez mais est battu avant la limite au 9e round. Il perd également un autre championnat du monde aux points le 24 février 2018 contre Artem Dalakian (ceinture WBA vacante des poids mouches).